# Волкорез, Данила Савинович
Данила Савинович Волкорез (1767—1824) — первый городничий города Екатеринодара (сейчас Краснодар, РФ).
В 1789 вступил в Черноморское казачье войско, воевал с турками у Аккермана (сейчас Белгород-Днестровский), Хаджибея (сейчас находится на территории Одессы), Измаила, Бендер (сейчас город в Приднестровье) и др., был ранен. 20 октября 1793 занял пост екатеринодарского городничего. В ноябре 1794 составил первый реестр жителей города. Поскольку обязанности городничего осуществлялись на общественной основе, в январе 1795 подал в отставку «для поиска себе пропитания». Впоследствии — войсковой казначей, член войсковой канцелярии, заботился о соборной православной церкви.
В 1806 за добросовестную службу награждён золотыми часами. Жил с семьей (жена и пять дочерей) в третьем квартале Екатеринодара, имел 12 дворовых людей.
Умер в городе Екатеринодаре.